# Жуковка (Казахстан)
Жу́ковка (каз. Жуковка) — село у складі Костанайського району Костанайської області Казахстану. Входить до складу Александровського сільського округу.
Населення — 220 осіб (2021; 257 у 2009, 355 у 1999, 372 у 1989).